# Higoumène Joasaph
L'higoumène Joasaph ou Joasaph de Pskov ou Joasaph de Snetogorski (en langue russe: Иоасаф Псковский ou Игумен Иоасаф) ; (? — 4 mars 1299) est un saint de l'église orthodoxe russe, du Patriarcat de Moscou et de toute la Russie. C'est le fondateur du monastère de Snetogorski et son premier higoumène. Ce monastère se trouve sur la rive droite de la rivière Velikaïa à quelques kilomètres de la ville de Pskov.
Joasaph suit les règles strictes de la vie monastique en commun suivant le cénobitisme. Sa vie est consacrée à la prière, à l'abstinence et au travail. 
Il est tué le 4 mars 1299 par des chevaliers de Livonie, en même temps que Vasili de Miroja et de la plupart des moines du monastère de Snetogorski. Ses reliques se trouvent dans la Cathédrale de la Trinité à Pskov.
Il est honoré comme étant vénérable orthodoxe et fêté le 4 mars, selon le calendrier julien. Il fait partie de la liste des saints de la cathédrale de la Trinité de Pskov.  